# 熊本県道319号仏原高森線
熊本県道319号仏原高森線（くまもとけんどう319ごう ほとけばるたかもりせん）は、熊本県上益城郡山都町から阿蘇郡高森町に至る一般県道である。

## 概要

### 路線データ
- 起点：熊本県上益城郡山都町仏原（国道218号交点）
- 終点：熊本県阿蘇郡高森町大字高森（熊本県道28号熊本高森線交点）

## 路線状況

### 重複区間
- 宮崎県道・熊本県道141号河内矢部線（上益城郡山都町郷野原 - 上益城郡山都町井無田）

## 地理

### 通過する自治体
- 上益城郡山都町
- 阿蘇郡南阿蘇村
- 阿蘇郡高森町

### 交差する道路
| 交差する道路                                   | 市町村名 | 市町村名 | 交差する場所 | 交差する場所 |
| ---------------------------------------------- | -------- | -------- | ------------ | ------------ |
| 国道218号                                      | 上益城郡 | 山都町   | 仏原         | 起点         |
| 宮崎県道・熊本県道141号河内矢部線 重複区間起点 | 上益城郡 | 山都町   | 郷野原       |              |
| 宮崎県道・熊本県道141号河内矢部線 重複区間終点 | 上益城郡 | 山都町   | 井無田       |              |
| 熊本県道28号熊本高森線                         | 阿蘇郡   | 高森町   | 大字高森     | 終点         |

### 峠
- 清水峠:山都町郷野原と南阿蘇村久石の間（北緯32度47分30秒 東経131度05分07秒 / 北緯32.791626度 東経131.0853556度）にある標高915mの峠。

### 経由地
- 清水寺:南阿蘇村久石（北緯32度48分01秒 東経131度05分25秒 / 北緯32.800369度 東経131.090399度）にある曹洞宗の寺院。